# گابرا
گابرا (به لاتین: Gabra) یک منطقهٔ مسکونی در بلغارستان است که در Elin Pelin Municipality واقع شده‌است. گابرا ۱٬۱۰۲ نفر جمعیت دارد و ۸۹۲ متر بالاتر از سطح دریا واقع شده‌است.